# Черноголовая игрунка
Черноголовая игрунка (лат. Mico nigriceps) — вид приматов семейства Игрунковые. Эндемик Бразилии.

## Классификация
Ранее вид включался в состав рода Callithrix, с 2001 года в составе рода Mico. Некоторые приматологи считают Mico emiliae из Рондонии синонимом Mico nigriceps.

## Описание
Эта игрунка темнее, чем родственный вид Mico emiliae, встречающийся в Рондонии. Отличается также коричневой, а не серой, спиной, оранжевым цветом задних конечностей, светлым цветом шерсти на бёдрах. Длина в среднем 21,1 см, длина хвоста в среднем 33,2 см. Вес самцов в среднем 380 г.

## Поведение
Населяют низинные дождевые леса Амазонии. В рационе фрукты, цветы, нектар, древесные соки и мелкие животные (лягушки, улитки, ящерицы, пауки и насекомые). Образуют семейные группы от 4 до 15 особей. Обычно во время брачного сезона лишь одна самка из группы приносит потомство. Каждая группа защищает достаточно обширную территорию от 10 до 40 га.

## Распространение
Встречается в бразильском штате Рондония между реками Мармелос на севере и востоке, Мадейрой на западе и Жи-Паранья на юге.